# مذبحة غورني أوبريني
مذبحة غورني أوبريني ((بالألبانية: Masakra në Abri të Epërme)‏، (بالصربية: Masakr u Gornjem Obrinju)‏) هي مذبحة خلفت مقتل 21 شخصا من ألبان كوسوفو، ينتمون لنفس العائلة، في غابة خارج قرية دونيي أوبريني في 26 سبتمبر 1998 أثناء حرب كوسوفو. كان من بين الضحايا نساء وأطفال.
تم نشر الجيش اليوغوسلافي في المنطقة لعدة أشهر في هجوم كبير ضد جيش تحرير كوسوفو، الذي فرض سيطرته على ما يقرب ثلث مساحة المقاطعة. كانت هناك معارك شرسة بين الطرفين في منطقتي سوفا ريكا ودرينتسا. قتل أفراد جيش تحرير كوسوفو 14 شرطيا صربيا على الأقل في وقت سابق من ذلك الشهر. في 25 سبتمبر، تم تفجير سيارة تابعة للشرطة الصربية في الطريق بين ليكوفاك وغورني أوبريني، خلفت مقتل خمسة قتلى. في بعض الأحيان بعد هجماتهم المتكررة على الشرطة الصربية، كان جيش تحرير كوسوفو ينسحب إلى القرى، حيث اقترب من المدنيين. في 26 سبتمبر ووفقاً لمنظمة هيومن رايتس ووتش، ردت القوات الخاصة للشرطة الصربية بقتل 21 مدنياً، ينتمون إلى عائلة دليجة من غورني أوبريني كان بينهم 9 نساء و 5 أطفال، حيث تم إعدامهم في غابة قريبة. في وقت لاحق من نفس اليوم، تم اختيار 14 رجلاً بشكل عشوائي على بعد بضعة كيلومترات من غورني أوبريني، وتعرضوا للاعتداء لعدة ساعات، ثم أعدموا في النهاية 13 منهم في غولوبوفاتش. في 27 سبتمبر أتى مُحققو هيومن رايتس ووتش وصحفيون إلى القرية ووثقوا المذبحة.
تسارعت الضغوط السياسية الدولية على حكومة جمهورية يوغوسلافيا الاتحادية لإنهاء أعمالها القمعية في كوسوفو على خلفية عمليات القتل هذه. أصدر مجلس الأمن التابع للأمم المتحدة في 24 أكتوبر 1998، قرارا جديدا يدعو إلى نشر بعثة دبلوماسية بغرض التحقق وإنهاء الأعمال العدائية.